# Robert Curbeam
Robert Lee Curbeam, Jr. (Baltimora, 5 marzo 1962) è un astronauta e ingegnere statunitense.
Ha preso parte a tre missioni spaziali Shuttle STS-85 (1997), STS-98 (2001) e STS-116 (2006) come Specialista di missione.
Curbeam si è graduato alla Woodlawn High School nella Contea di Baltimora nel 1980. Ha conseguito un Bachelor of Science in ingegneria aerospaziale alla Accademia Navale statunitense nel 1990, e quindi il master in ingegneria astronautica alla Naval Postgraduate School nel 1991.
È membro della "U.S. Naval Academy Alumni Association" e della "Association of Old Crows".